# Monasterio de Adoración de las Hermanas de Santa Clara
El Monasterio de Adoración de las Hermanas de Santa Clara es un monasterio cristiano en Hampankatta (Mangalore, estado de Karnataka, India) cerca de la Iglesia Milagres. El 14 de septiembre de 2008, se produjeron ataques contra cristianos en el sur de Karnataka. Los ataques comenzaron cuando un grupo de personas en motocicletas, presuntamente nacionalistas hindúes de la organización Bajrang Dal llegaron a la capilla gritando eslóganes. 
Entraron en el monasterio y atacaron con bastones, profanaron el tabernáculo, la Eucaristía, la custodia, un crucifijo, las lámparas de aceite, los jarrones sobre el altar y algunas estatuas de santos. 